# Posti Group
Posti Group (2007–2014 Itella) – fińskie przedsiębiorstwo podzielone na cztery grupy biznesowe: Postal Services (usługi pocztowe), Parcel and Logistics Services (usługi doręczania paczek i logistyczne), Itella Russia oraz OpusCapita. Państwo Finlandia jest wyłącznym udziałowcem w firmie. Posti Oy podlega obowiązkowi świadczenia usług publicznych, które obejmują na przykład doręczanie listów i paczek w dni tygodnia we wszystkich miastach Finlandii.
Przychody netto ze sprzedaży firmy Posti w 2013 roku wyniosła 1,977 mln EUR. Posti zatrudnia 26 tys. pracowników.
Historia tej firmy sięga niemal 400 lat. Poza przychodami netto ze sprzedaży około 96% dochodów pochodzi z firm i organizacji. Kluczowymi branżami obsługiwanych firm są handel, usługi oraz media. Posten Åland to niezależny operator pocztowy na obszar Wysp Alandzkich.
Siedziba główna Posti znajduje się w Pohjois-Pasila w Helsinkach. Działalność operacyjna Posti jest podzielona na cztery grupy biznesowe. Grupa jest kierowana przez President & CEO Heikki Malinen i Arto Hiltunen, prezesa Zarządu. W 2013 roku grupa zatrudniała średnio 27 253 osoby. Firma prowadzi działalność w jedenastu krajach: (Łotwa, Litwa, Norwegia, Polska, Szwecja, Niemcy, Słowacja, Finlandia, Dania, Rosja i Estonia).
Łącznie prowadzi działalność w jedenastu krajach:
- Łotwa, A/S OpusCapita i Itella Logistics SIA
- Litwa, UAB OpusCapita i UAB Itella Logistics
- Norwegia, OpusCapita AS i Itella Logistics AS
- Polska, OpusCapita sp. z o.o.
- Szwecja, OpusCapita AB i Itella Logistics AB
- Niemcy, OpusCapita GmbH
- Słowacja, OpusCapita s.r.o
- Finlandia, OpusCapita Oy, Itella Corporation, Itella Logistics, Logia Software Oy i Itella Customer Relationship Marketing
- Dania, Itella Logistics A/S
- Rosja, OOO Itella Logistics i OOO Itella Connexions
- Estonia, OpusCapita AS, Itella Logistics OÜ, Logia Estonia OÜ i SmartPOST OÜ

## Historia
1. 6 września 1638 r.: Gubernator Generalny Per Brahe Młodszy wprowadza system pocztowy w Finlandii, będącej wówczas częścią Szwecji.
2. 1811: ustanowiono centralną administrację systemu pocztowego autonomicznego Wielkiego Księstwa Finlandii.
3. 1845: utworzono system poczty paczkowej.
4. 1856: wprowadzono znaczki.
5. 1858: wprowadzono doręczanie listów i prasy do domów.
6. Od lat 1860.: poczta jako jedna z pierwszych instytucji zaczyna zatrudniać kobiety.
7. 1927: telegraf zostaje wcielony do poczty.
8. 1981: nazwa Poczta i Telegraf zostaje zmieniona na nazwę Poczta i Telekomunikacja.
9. 1990: Poczta i Telekomunikacja zostaje przekształcona w zakład użyteczności publicznej, oddzielnym finansowo od budżetu państwa.
10. 1994: Poczta i Telekomunikacja zostaje zreformowana jako Grupa Suomen PT, mająca spółki zależne: Finland Post Corporation, prowadząca działalność pocztową i Telecom Finland Oy (później Sonera Oy), prowadząca działalność telekomunikacyjną.
11. 1998: Grupa Suomen PT zostaje podzielona na spółki Finland Post Corporation i Sonera Oy, których bezpośrednim właścicielem jest państwo.
12. 2001: Finland Post Corporation staje się spółką publiczną.
13. 2002: działalność w dziedzinie logistyki informacji zostaje rozszerzona na Niemcy, a w dziedzinie logistyki na Estonię.
14. 2004: działalność w dziedzinie logistyki informacji zostaje rozszerzona na Estonię, Łotwę i Litwę.
15. 2005: działalność w dziedzinie logistyki zostaje rozszerzona na Danię, Łotwę i Litwę.
16. 2006: działalność w dziedzinie logistyki zostaje rozszerzona na Szwecję i Norwegię.
17. 1 czerwca 2007 r.: nazwa spółki zostaje zmieniona na nazwę Itella Corporation. Zmiana jest uzasadniona rosnącą różnorodnością działań i działalnością międzynarodową.
18. 2008: Itella wkracza do Rosji, kupując grupę logistyczną NLC (National Logistics Company) oraz firmę marketingowo-konsultingową Connexions, specjalizującą się w relacjach z klientami. Itella wkracza do Polski poprzez nabycie firmy BusinessPoit S.A., specjalizującej się w logistyce informacji.
19. 2009: działalność informacyjna zostaje rozszerzona na Rosję i nowe kraje w Europie Środkowej i Wschodniej. Nowa spółka zależna Itella IPS Oy (Itella Payment Services) otrzymuje licencję organizacji płatniczej.